# لیلا می‌گوید
لیلا می‌گوید (به فرانسوی: Lila dit ça) نام فیلمی فرانسوی، به کارگردانی زیاد دوئِیری و محصول سال ۲۰۰۴ میلادی است. نام آن به انگلیسی Lila Says برگردان شده‌است.

## بازیگران
| بازیگر          | نقش        |
| --------------- | ---------- |
| واهینا جیوکانته | لیلا       |
| محمد خواص       | چیمو       |
| کریم بن هدو     | مولود      |
| کارمن لبوس      | مادر چیمو  |
| حمید غیسی       | بیگ جو     |
| ادمونده فرانچی  | عمهٔ لیلا   |
| برونو اسپوزیتو  | بازرس پلیس |
| غندی اسد        | سامی       |

## جوایز
- برندهٔ جایزهٔ بهترین بازیگر برای محمد خواص از جشنوارهٔ گیخون
- برندهٔ جایزهٔ بهترین فیلمنامه برای زیاد دوئیری از جشنوارهٔ گیخون
- نامزد جایزهٔ بزرگ آستوریاس از جشنوارهٔ گیخون

«چیمو» و «لیلا» در صحنه‌ای از فیلم